# Cá heo Chile
Cá heo Chile (danh pháp hai phần: Cephalorhynchus eutropia) là một loài động vật có vú trong họ Delphinidae, bộ Cetacea. Loài này được Gray mô tả năm 1846.
Loài này chỉ được tìm thấy ngoài khơi Chile.

## Hình ảnh

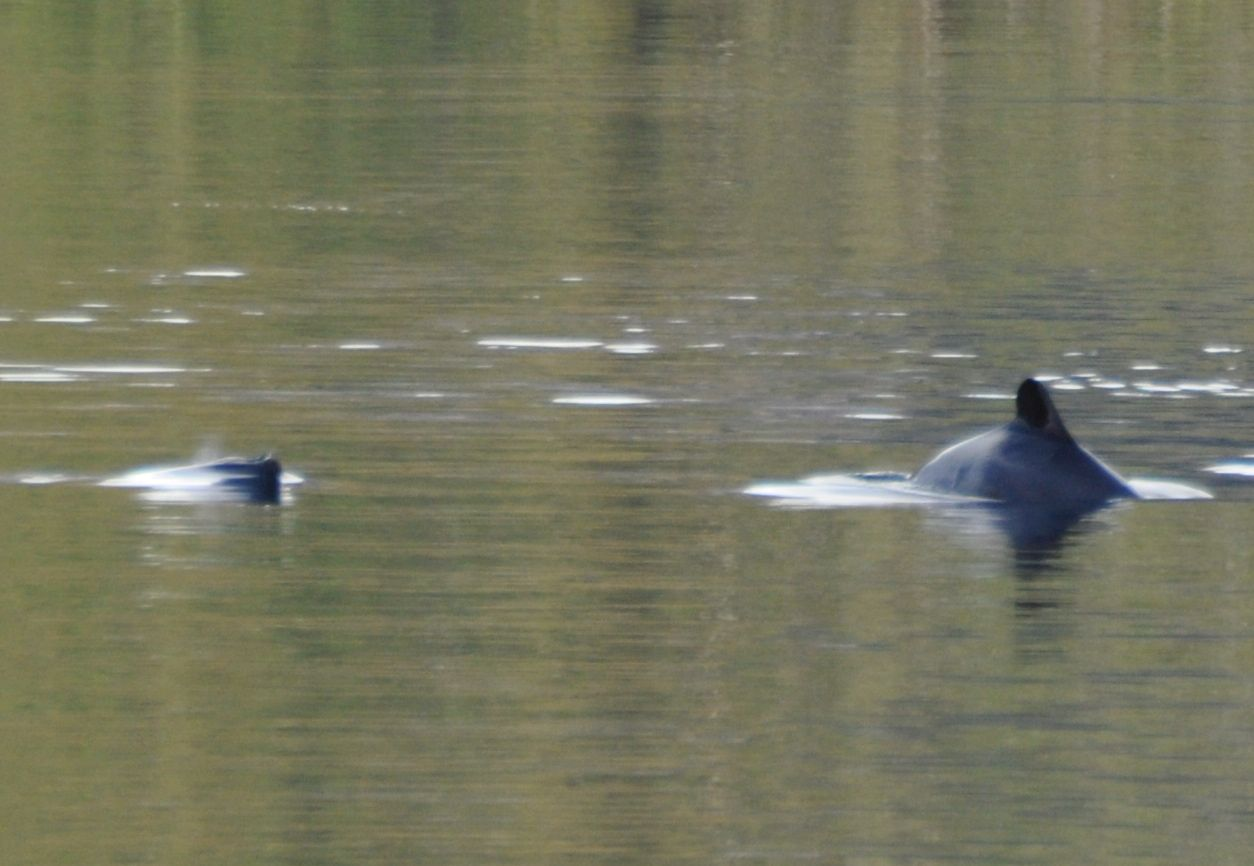